# Zemstvo
Un zemstvo (en russe : земство, prononciation : [zĕmst'vō], pluriel : zemstva ou zemstvos) est un type d’assemblée provinciale de l’Empire russe créé en 1864. Ces assemblées furent dissoutes en 1918 par le nouveau pouvoir soviétique au profit des Soviets locaux.
Le terme « zemstvo » vient du russe « zemlia » (земля) qui signifie « terre ».

## Histoire
En 1864, l’empereur Alexandre II réforme l’administration de l'Empire russe. Les provinces (Grande Russie, Petite Russie, Nouvelle Russie…) sont alors découpées en « gouvernements », eux-mêmes divisés en arrondissements (ouïezd ou okroug). En Russie européenne (hors Finlande et Pologne, liées à l’Empire par une union personnelle sous la dynastie Romanov), les « gouvernements » sont dotés d’assemblées dirigeantes appelées zemstvos. Leurs pouvoirs vont des questions de ravitaillement, d’assistance publique et d’instruction primaire, à l’entretien de la voirie et à la santé publique. Il n’y a pas eu de telles assemblées ailleurs que dans les « gouvernements » : en effet, la Finlande et la Pologne avaient leurs propres institutions, tandis que le Caucase, la Sibérie et l’Asie centrale, moins peuplés et pas entièrement « pacifiés », étaient administrés par des oblasts, des kraïs ou des « gouvernements généraux » dirigés par un natchalnik (commandant) exerçant tous les pouvoirs civils et militaires.
Le cens limitait la participation aux élections des zemstvos. Le suffrage censitaire nécessitait d’être imposable pour voter, de sorte que la noblesse locale, les fermiers, artisans, commerçants et entrepreneurs les plus aisés étaient sur-représentés dans les zemstvos. Les opposants à ce système étaient davantage des organisations politiques que des groupes sociaux : l’intelligentsia locale, des nihilistes, des anarchistes, des sociaux-démocrates, des révolutionnaires radicaux comme les socialistes-révolutionnaires ou les bolcheviks, ou encore les autonomistes locaux des « gouvernements » dont la population n’était pas majoritairement russe, comme dans les pays baltes ou en Bessarabie, qui réclamaient plus de libertés et d’autonomie.
À la libéralisation des terres qui suit l’abolition du servage par l’oukase du 3 mars 1861, la plupart des 50 millions d’anciens serfs, ne pouvant acheter qu’une petite part des terres redistribuées, à peine de quoi subsister, durent continuer à travailler pour leur ancien seigneur, mais cette fois comme ouvriers agricoles modestement rémunérés, afin de compléter leurs revenus. Pour rendre l’acquisition de terres plus facile, Alexandre II avait institué une possibilité de crédit leur avançant les 4/5 de la valeur du terrain acquis, remboursables en 49 annuités. Bien plus favorisés, en termes de crédits et d’exemptions d’impôts, furent les colons ouest-Européens invités par l’Empire à mettre en valeur ces « nouvelles terres », comme les Allemands de la mer Noire et de la Volga, qui reçoivent gratuitement 60 dessiatines (environ 65 hectares) de terre arable par famille, des indemnités journalières pour leur nourriture jusqu’à la première récolte, un prêt de l’État russe sur dix ans, étant en outre exemptés de taxes pendant dix ans, dispensés du service militaire et civil.
En 1917, avec la dissolution de l’Empire russe et la proclamation de la République russe, les régions non-russes commencent à s’en détacher (Finlande, pays baltes, Pologne, Ukraine, Bessarabie, pays du Caucase) et proclamant leurs propres assemblées nationales à la place des zemstvos ; dans le reste de l’ex-Empire, les zemstvos sont dissous 17 octobre 1917 par le nouveau gouvernement bolchevik qui transfère le pouvoir local aux soviets (« conseils ») sans distinction de fortune, mais aussi sans les aristocrates, les bourgeois et les propriétaires terriens, exclus en tant qu’« accapareurs des moyens de production et exploiteurs du peuple ».

## Philatélie

### Origines
À la création des zemstvos, les relations postales régulières ne sont assurées que dans les grandes villes : les habitants des campagnes et des petites villes devaient se déplacer parfois d’une centaine de kilomètres pour récupérer leur courrier (ce qui, dans l’immensité de l’Empire, État le plus étendu du monde, paraissait relativement « près »). Les zemstvos ressentent alors le besoin de développer le service postal dans leur « gouvernement » au-delà du service de la poste impériale. Ainsi naissent les postes des zemstvos. La première est celle de Vetluga (gouvernement de Kostroma en Grande Russie), qui n’utilise pas de timbres poste à ses débuts. Le premier timbre-poste est émis à Chlisselbourg (gouvernement de Saint-Pétersbourg) en 1865. Dans les années qui suivent, trente districts utilisent des timbres pour leur poste locale, tandis que d’autres assurent ce service gratuitement.

### Officialisation
Le gouvernement impérial reconnaît l’importance des services postaux locaux et, le 3 septembre 1870, le prince Labanov Rostovski et le directeur des postes Velhio signent un décret officialisant les postes locales et rurales :

« Vu les moyens restreints dont dispose l’administration de la poste impériale, vu leur insuffisance pour assurer la remise régulière à tous les habitants de l'Empire de leur correspondance, principalement dans les localités, qui par leur situation sont presque totalement privés de communications postales, ou bien se trouvent à une grande distance des bureaux organisés, afin de faciliter aux habitants de ces contrées la possibilité d’échanger leur correspondance d’une façon plus commode et moins coûteuse, m’appuyant sur la loi du Sénat du 24 août 1870, j’autorise l’établissement d’une poste locale particulièrement dans les localités où besoin sera. (…) La poste locale est autorisée (…) à transmettre la correspondance ordinaire ainsi que les journaux, annonces, envois d'argent, lettres assurées et autres expéditions dans toutes les parties les plus éloignées du district. (…) La poste locale n’est autorisée à avoir ses timbres qu’à condition expresse que leur dessin sera totalement différent de celui de la poste impériale. »

Les districts prennent alors trois types de positions : 
- rester sous le régime de la poste impériale ;
- assurer un service postal sans timbres (en général gratuit) ;
- émettre des timbres-poste pour compenser les dépenses résultant de ce service.

C’est cette dernière solution qu’adopte la majorité des zemstvos. Sur les 371 zemstvos répartis dans 36 gouvernements, seuls 162 émettent et utilisent des timbres-poste locaux dont les gouvernements de Perm et de Kherson qui développent ce concept. Environ 70 zemstvos émettent des timbres entre 1870 et 1875. La grande période des émissions à usage purement postal se situe entre 1871 et 1895. Il faut aussi remarquer que les postes locales ne concernent que la partie européenne de l'Empire russe : les provinces d'Asie (Sibérie, Turkestan) et le Caucase ne sont pas concernées.

### Déclin des émissions
Une période de déclin due à la faiblesse des échanges postaux et à l'extension de la poste impériale commence à partir de 1895. Les émissions se poursuivent jusqu'en 1915 mais certaines ne le sont que dans un but purement spéculatif à destination des philatélistes. En 1892, il n'y a plus que 150 postes locales dont 89 utilisent encore des timbres.
Le 17 octobre 1917, les émissions philatéliques et les prestations postales des zemstvos cessent à la suite de leur dissolution. La poste soviétique prendra le relais à la fin de la guerre civile russe.

### Timbres
Les timbres locaux sont utilisés en complément des timbres de la poste impériale. En effet, cette dernière achemine le courrier jusqu'aux villes principales où la poste locale prend le relais pour la distribution et la collecte dans le zemstvo. Ces timbres sont fabriqués dans les imprimeries des chefs-lieux des zemstvos soit par lithographie, soit par typographie. Un seul est gravé à Iegorievsk en 1872. Pour la plupart, ils reprennent les armoiries du zemstvo ou du chef-lieu, voire une représentation des activités de la région.
Quelques rares districts émettent aussi des entiers postaux. Il est à remarquer que ce sont les zemstvos qui ont émis les premiers timbres à thème animalier.
Tableau récapitulatif des émissions :
| Période     | Nombre de zemstvos émetteurs | Nombre de timbres émis |
| ----------- | ---------------------------- | ---------------------- |
| 1865 à 1869 | 30                           | 53                     |
| 1870 à 1879 | 102                          | 433                    |
| 1880 à 1889 | 92                           | 469                    |
| 1890 à 1899 | 70                           | 331                    |
| 1900 à 1915 | 48                           | 348                    |

### Districts ayant émis des timbres
Voici la liste des 162 districts qui ont émis des timbres, le chiffre indique le nombre de timbres émis :
| Nom du zemstvo  | Nombre de timbres | Nom du zemstvo   | Nombre de timbres | Nom du zemstvo | Nombre de timbres | Nom du zemstvo    | Nombre de timbres |
| --------------- | ----------------- | ---------------- | ----------------- | -------------- | ----------------- | ----------------- | ----------------- |
| Okhtyrka        | 3                 | Iegorievsk       | 12                | Nolinsk        | 33                | Schlüsselbourg    | 1                 |
| Alatyr          | 2                 | Ielets           | 29                | Novaïa Ladoga  | 7                 | Skopin            | 15                |
| Alexandrie      | 14                | Irbit            | 23                | Novgorod       | 20                | Smolensk          | 2                 |
| Ananiv          | 11                | Kachira          | 1                 | Novomoskovsk   | 1                 | Solikamsk         | 50                |
| Ardatov         | 13                | Kadnikov         | 29                | Novoouzensk    | 1                 | Soroki            | 10                |
| Arzamas         | 29                | Kamychlov        | 9                 | Novorjev       | 2                 | Soudja            | 4                 |
| Atkarsk         | 20                | Kassimov         | 5                 | Odessa         | 2                 | Soumy             | 14                |
| Bakhmout        | 2                 | Kazan            | 2                 | Okhansk        | 31                | Spassk            | 25                |
| Balachov        | 3                 | Kharkov          | 36                | Opotchka       | 7                 | Staraïa Roussa    | 3                 |
| Belebeï         | 15                | Kherson          | 14                | Orgueïev       | 24                | Starobilsk        | 38                |
| Belozersk       | 111               | Kholm            | 5                 | Ossa           | 50                | Stavropol         | 7                 |
| Berdiansk       | 3                 | Khvalynsk        | 6                 | Ostachkov      | 7                 | Syzran            | 1                 |
| Biejetzk        | 30                | Kirillov         | 22                | Oster          | 1                 | Tambov            | 3                 |
| Bobrov          | 11                | Kobeliaky        | 25                | Ostrogojsk     | 5                 | Tchembary         | 5                 |
| Bogorodsk       | 185               | Kologriv         | 2                 | Ostrov         | 8                 | Tcherdyn          | 41                |
| Bogoutchar      | 2                 | Kolomna          | 58                | Ourjoum        | 11                | Tcherepovets      | 7                 |
| Borissoglebsk   | 4                 | Konstantinograd  | 10                | Oustioujna     | 25                | Tcherkassy        | 1                 |
| Borovitchi      | 18                | Kortcheva        | 7                 | Oustsyssolsk   | 49                | Tchern            | 20                |
| Bougoulma       | 22                | Kozelets         | 2                 | Pavlograd      | 5                 | Tchistopol        | 6                 |
| Bougourouslan   | 11                | Kotelnitch       | 32                | Pereiaslav     | 29                | Tetiouchi         | 3                 |
| Bouzoulouk      | 38                | Koungour         | 17                | Perm           | 29                | Tikhvine          | 42                |
| Bronnitsy       | 6                 | Kouznetsk        | 5                 | Pereslav       | 8                 | Tiraspol          | 4                 |
| Chadrinsk       | 48                | Kaprivna         | 5                 | Penza          | 16                | Totma             | 11                |
| Chatsk          | 40                | Krasnooufimsk    | 10                | Petrozavodsk   | 14                | Toula             | 4                 |
| Chtchigry       | 2                 | Krassny          | 31                | Piriatin       | 1                 | Tver              | 14                |
| Dankov          | 18                | Krementchoug     | 33                | Podolsk        | 20                | Valdaï            | 6                 |
| Demiansk        | 1                 | Laïchev          | 9                 | Poltava        | 151               | Valki             | 18                |
| Dmitriev        | 1                 | Lebedian         | 19                | Porkhov        | 8                 | Vasil             | 5                 |
| Dmitrov         | 2                 | Lebedin          | 17                | Poudoj         | 12                | Veliki Oustioug   | 1                 |
| Dnieprovsk      | 10                | Lgov             | 9                 | Prilouki       | 10                | Velsk             | 26                |
| Donets          | 2                 | Livny            | 11                | Pskov          | 44                | Verkhnednieprovsk | 11                |
| Doukhovchtchina | 13                | Lokhvitza        | 85                | Riajsk         | 4                 | Verkhotourié      | 10                |
| Ekaterinbourg   | 48                | Loubny           | 13                | Riazan         | 25                | Vessiegonsk       | 23                |
| Ekaterinoslav   | 2                 | Louga            | 17                | Rjev           | 29                | Vetlouga          | 6                 |
| Elisavetgrad    | 41                | Malmyj           | 13                | Rostov         | 13                | Viatka            | 2                 |
| Gadiatch        | 50                | Maloarkhanguelsk | 4                 | Samara         | 1                 | Volsk             | 5                 |
| Gdov            | 13                | Marioupol        | 4                 | Sapojok        | 26                | Voltchansk        | 2                 |
| Glazov          | 20                | Melitopol        | 11                | Saransk        | 1                 | Yassy             | 3                 |
| Griazovets      | 124               | Morchansk        | 32                | Sarapoul       | 7                 | Zadonsk           | 61                |
| Iarensk         | 2                 | Nikolsk          | 8                 | Saratov        | 3                 | Zemliansk         | 3                 |
|                 |                   |                  |                   |                |                   | Zenkov            | 68                |
|                 |                   |                  |                   |                |                   | Zolotonocha       | 26                |

### Littérature et catalogue
Des catalogues philatéliques sont émis dès 1888 sur ces postes locales notamment au Royaume-Uni par Stanley Gibbons en 1889, en Allemagne et bien sûr en Russie, prouvant un intérêt certain pour cette collection au début du XXe siècle. Après l’arrêt des émissions, un groupe de philatélistes de Leningrad tente de réaliser en 1918 un catalogue de ces timbres mais ne peut mener à bien l’opération, la Tchéka (police politique) se méfiant de ce qui risquerait d’entretenir une « nostalgie du régime tsariste ». Le jeune État soviétique entend contrôler aussi la philatélie et crée le poste de « commissaire d’État à la philatélie ». Le commissaire Tchaouchine, nommé à ce poste, fait établir le seul catalogue existant sur les timbres des zemstvos, en russe et en anglais. Jusque vers 1990, il était disponible sous forme de fac-similé de l’édition originale auprès du Cercle philatélique France-URSS. Les cotes y sont données en franc-or de 1925.
Il existe quelques sites internet sur ce sujet, notamment en Allemagne et aux États-Unis, où des marchands proposent des timbres des zemstvos.
En 2005, un nouveau catalogue est paru en Russie (uniquement en russe) montrant un regain d’intérêt des Russes pour leur propre histoire postale.